# Tr12
Tr12 – stosowane na PKP oznaczenie lokomotywy towarowej austriackiej serii 270, produkowanej w latach 1920–1927 w Austrii i Polsce.
Konstrukcja parowozu wywodzi się z lokomotywy Tr11 dla kolei austriackich z roku 1897. W 1917 skonstruowano odmianę tejże lokomotywy na parę przegrzaną (seria 270 kolei austriackich), a po I wojnie światowej podjęto jej seryjną produkcję dla kolei austriackich, czechosłowackich (seria 434.1), jugosłowiańskich (seria 25), rumuńskich (seria 140), włoskich (seria 728) i polskich. PKP otrzymała 142 lokomotywy, z czego 60 sztuk zbudowano w Warszawskiej Spółce Akcyjnej Budowy Parowozów.
Parowóz Tr12-25 jest obecnie jedynym zachowanym pojazdem serii i znajduje się w skansenie kolejowym w Chabówce.

## Właściwości trakcyjne
W przypadku parowozów normalnotorowych maksymalna siła pociągowa maszyny jest ograniczona jej przyczepnością, dotyczy to również Tr12. Maksymalna przy rozruchu siła pociągowa tego parowozu wynosi 14 500 kG. Parowóz ten opalany węglem lepszego gatunku mógł po torze poziomym ciągnąć ładowne składy towarowe o masie 840 z prędkością 60 km/h lub 1270 T - 50 km/h. W terenach górzystych na wzniesieniu 20 ‰ mógł ciągnąć takie same składy, ale o masie 150 ton z szybkością 40 km/h.